# Chrysoteuchia
Genre
Chrysoteuchia est un genre de lépidoptères (papillons) de la famille des Crambidae.
La plupart de ses espèces se rencontrent en Asie ; une seule est présente en Europe.

## Liste des espèces rencontrées en Europe
- Chrysoteuchia culmella (Linnaeus, 1758)